# Очиток
Очиток, також заяча капуста (Sedum L.) — рід трав'янистих сукулентів з родини товстолистих.

## Етимологія

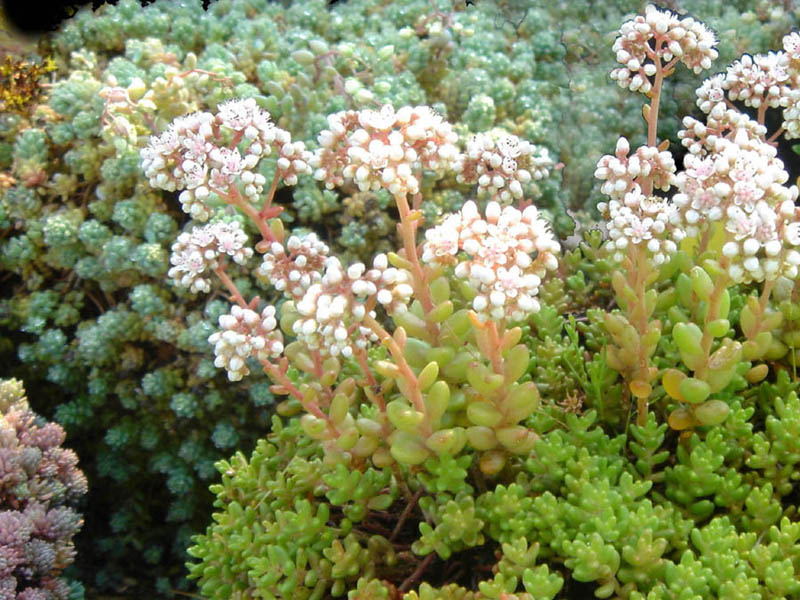
Очиток білий (Sedum album)

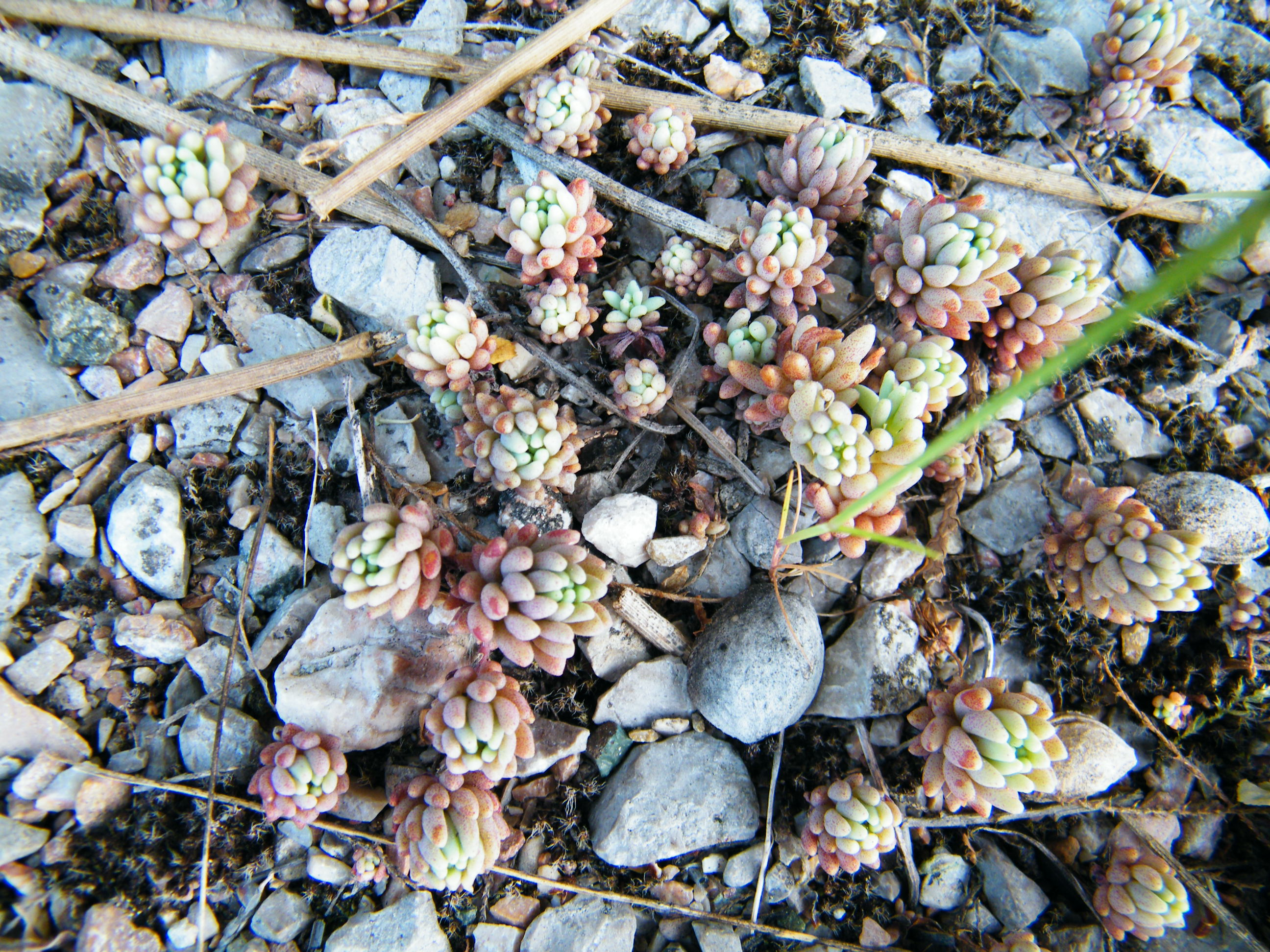
Очиток в Ласпі, Крим

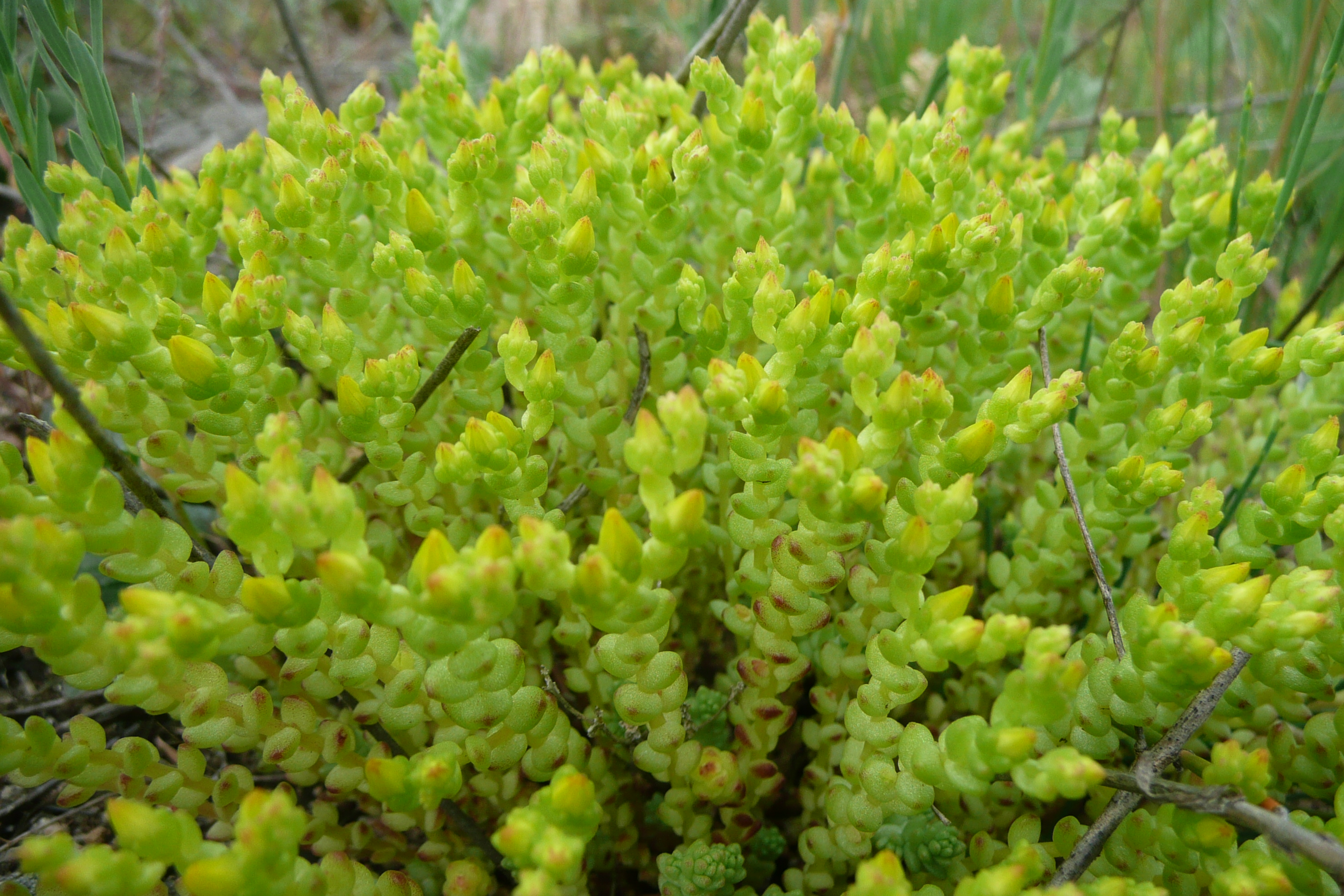
Очиток їдкий в Кальміуському заповіднику

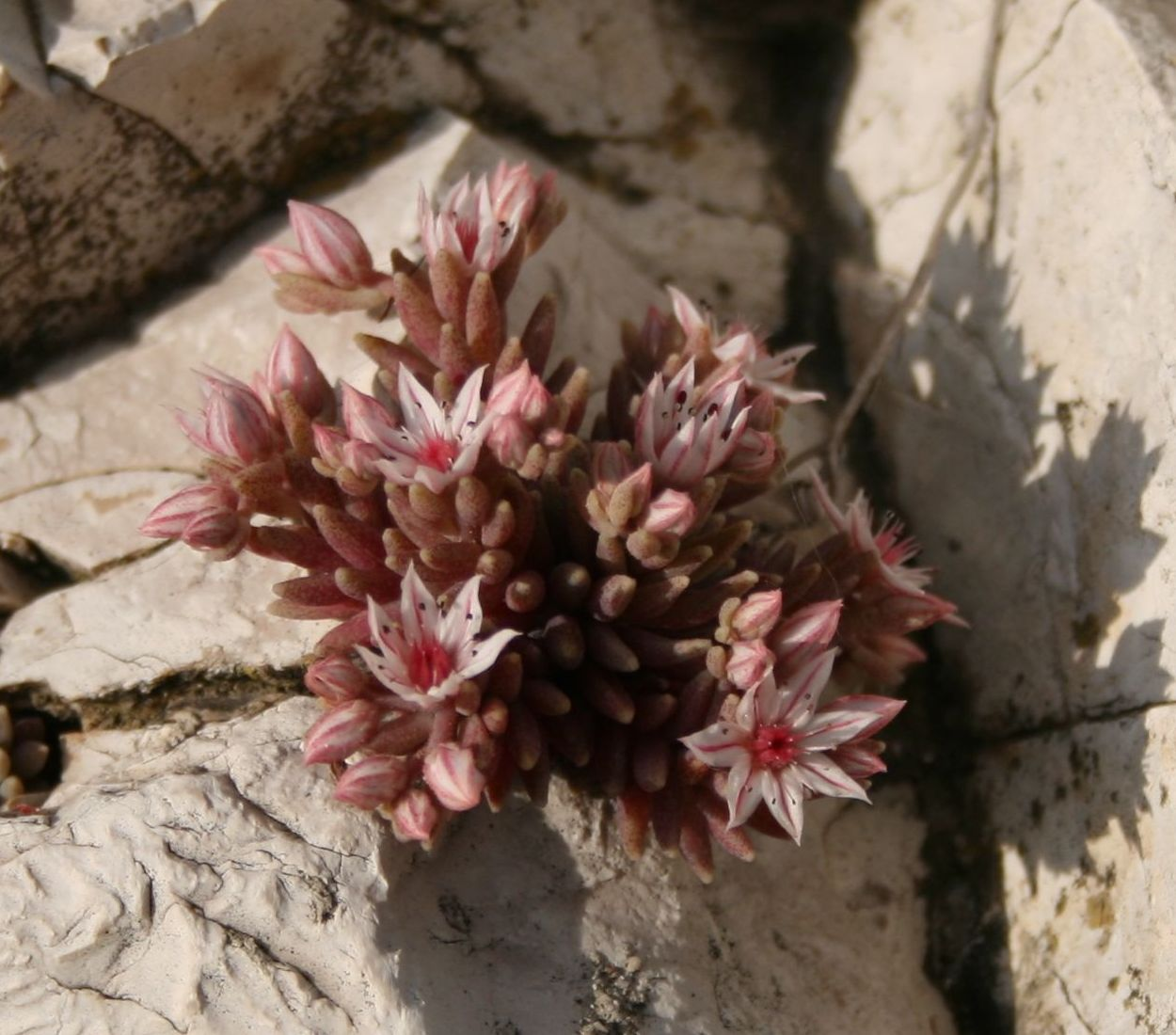
Очиток іспанський (Sedum hispanicum)

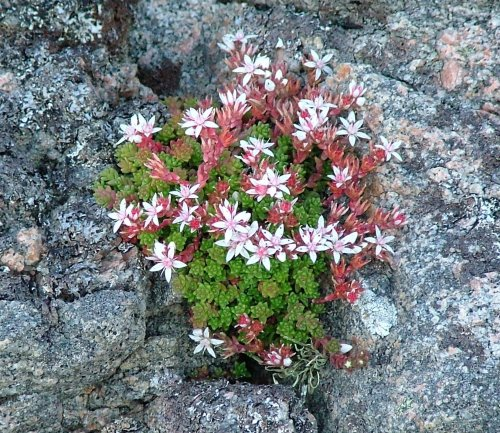
Очиток англійський (Sedum anglicum)

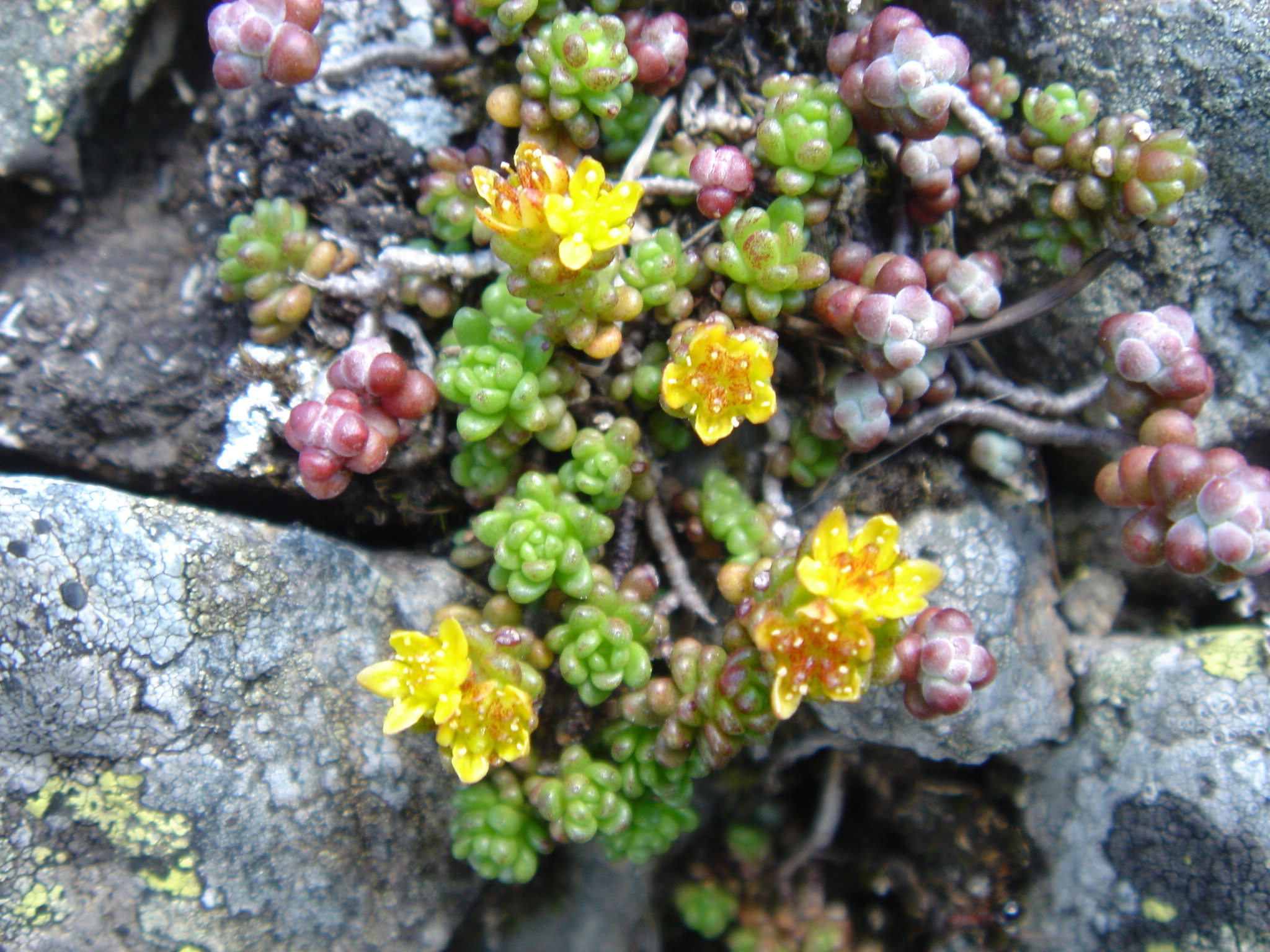
Очиток альпійський (Sedum alpestre)

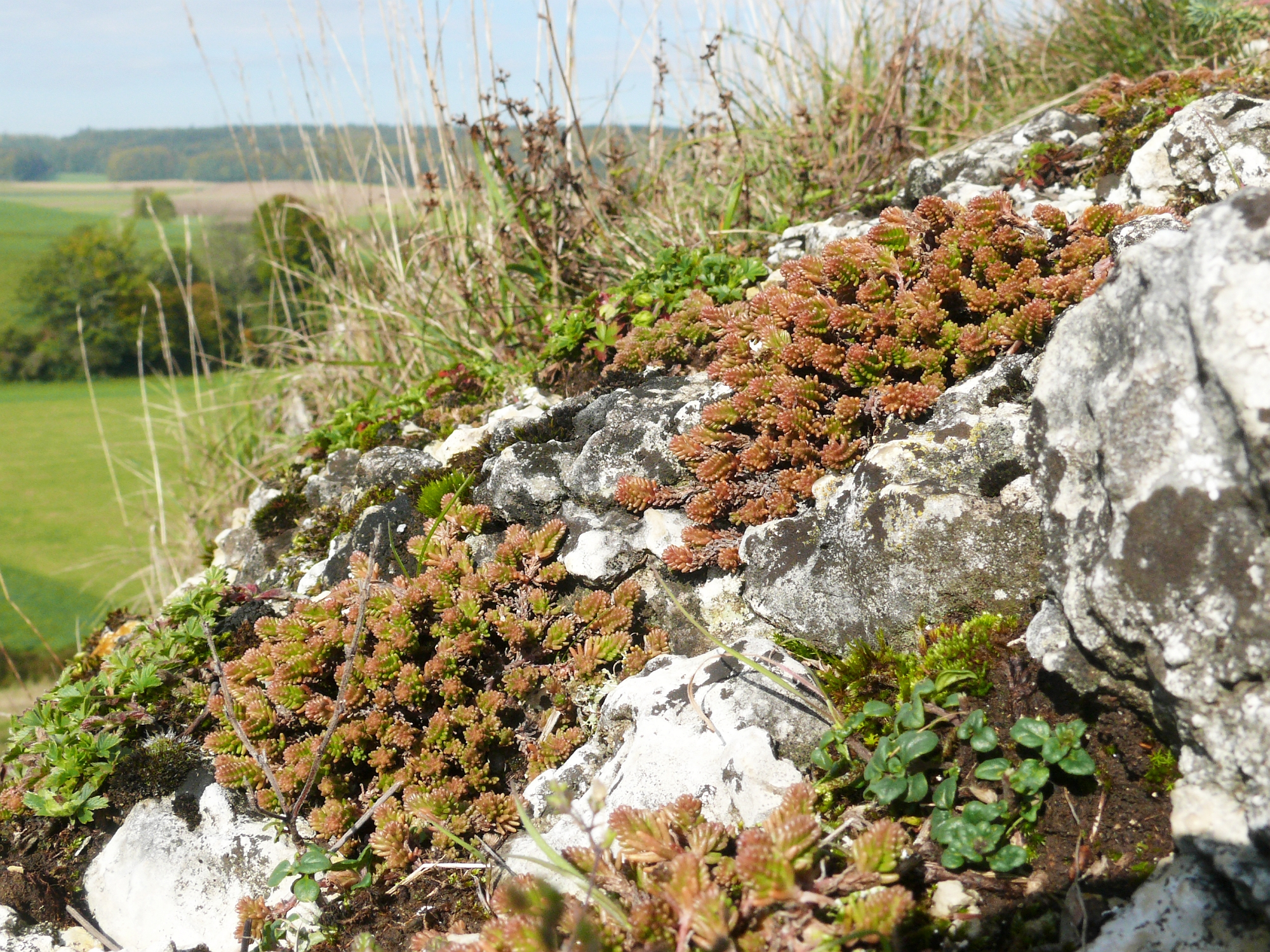
Очиток шестирядний (Sedum sexangulare)

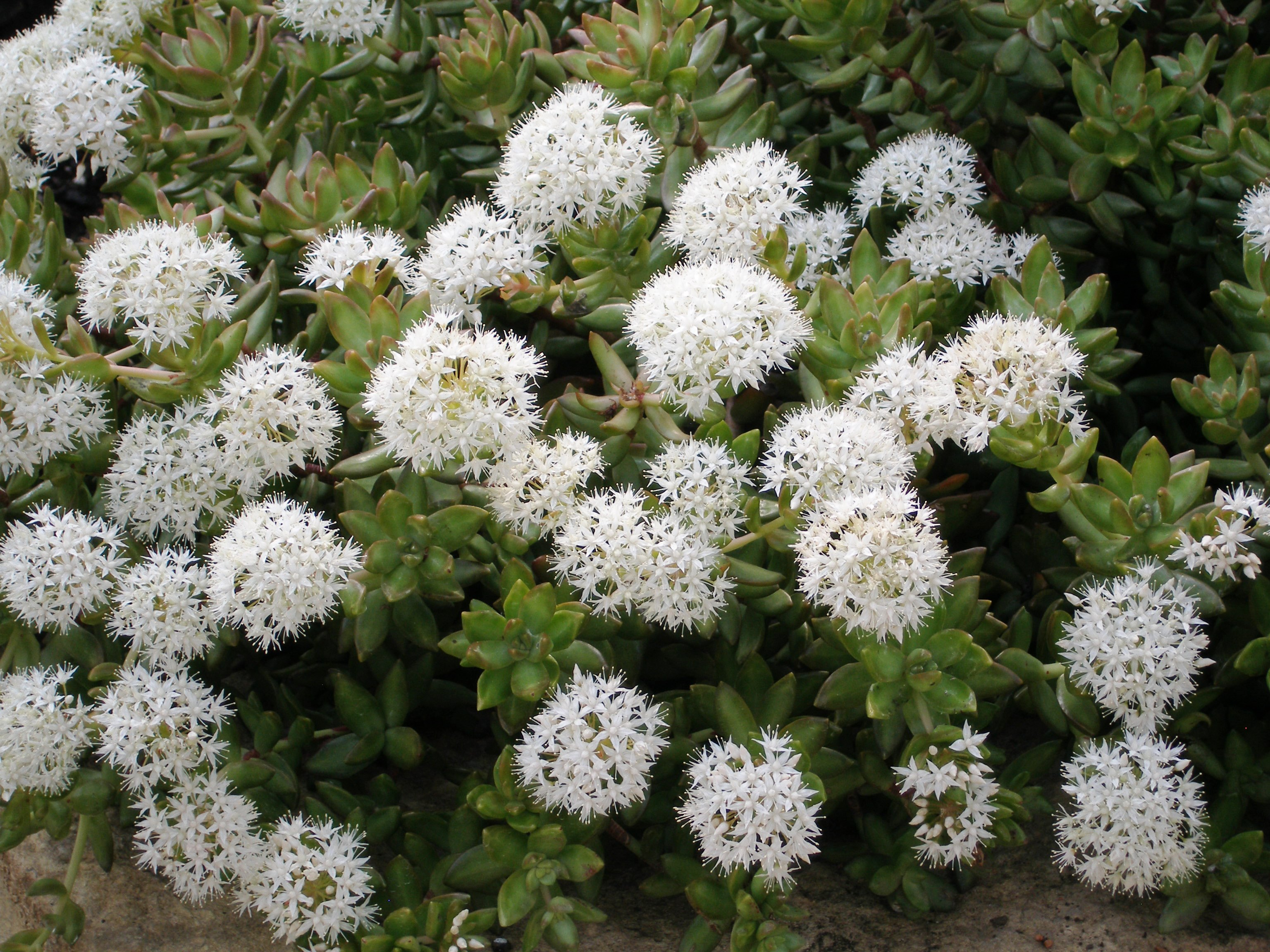
Очиток Адольфа (Sedum adolphii)

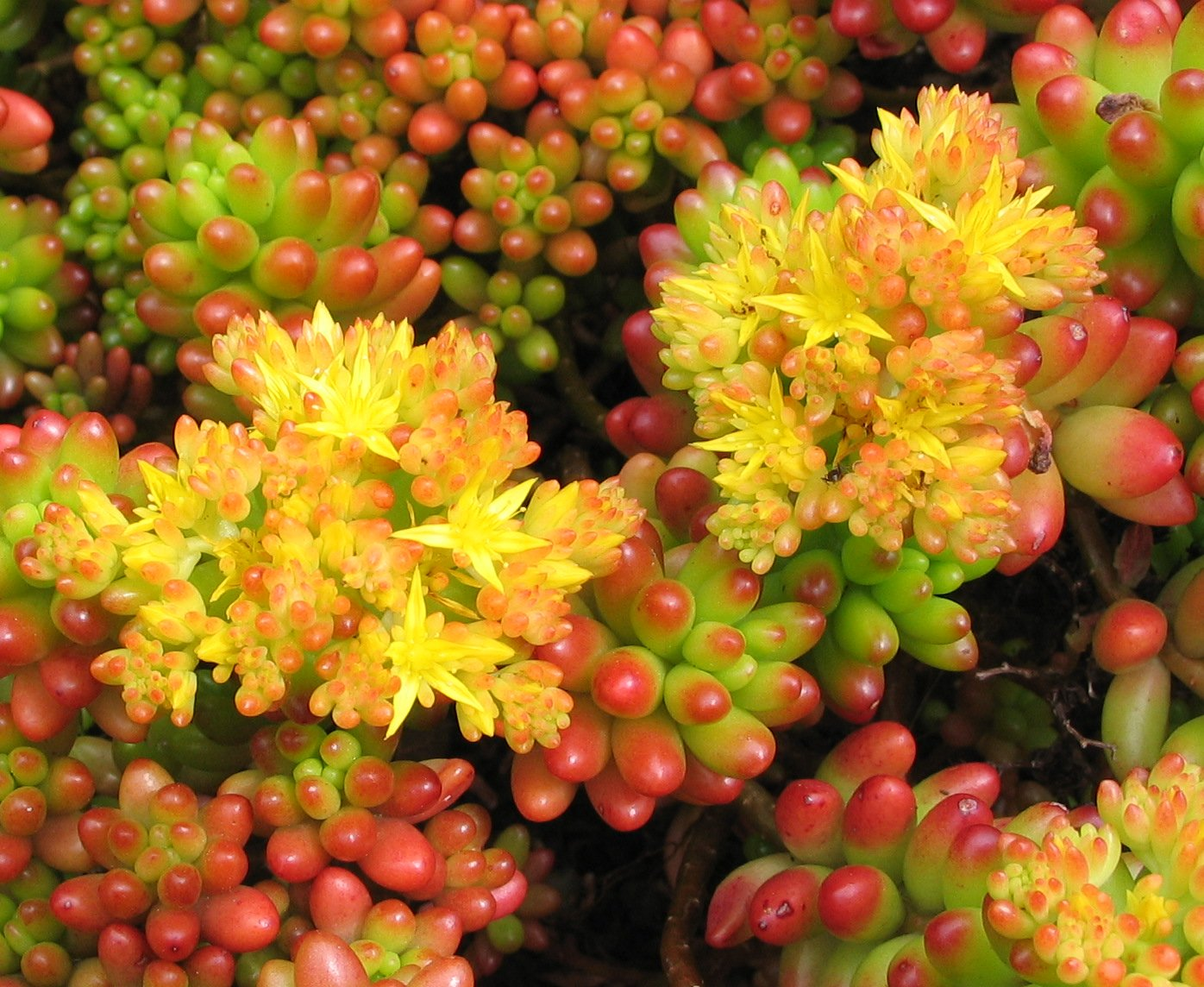
Очиток червонозабарвлений (Sedum rubrotinctum)

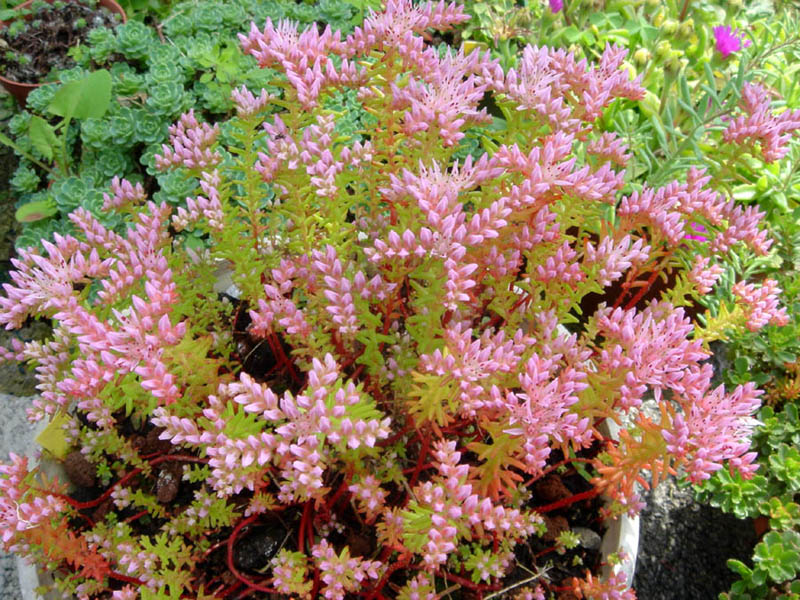
Sedum pulchellum

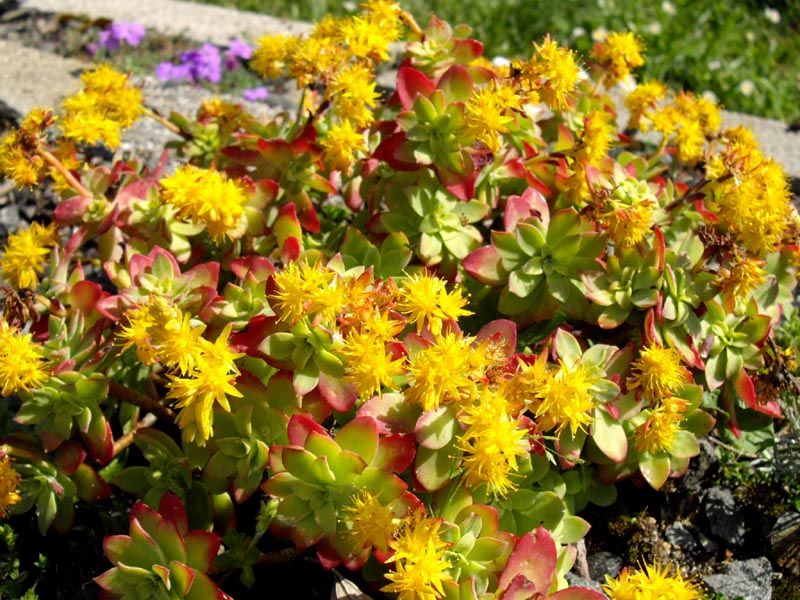
Sedum palmeri

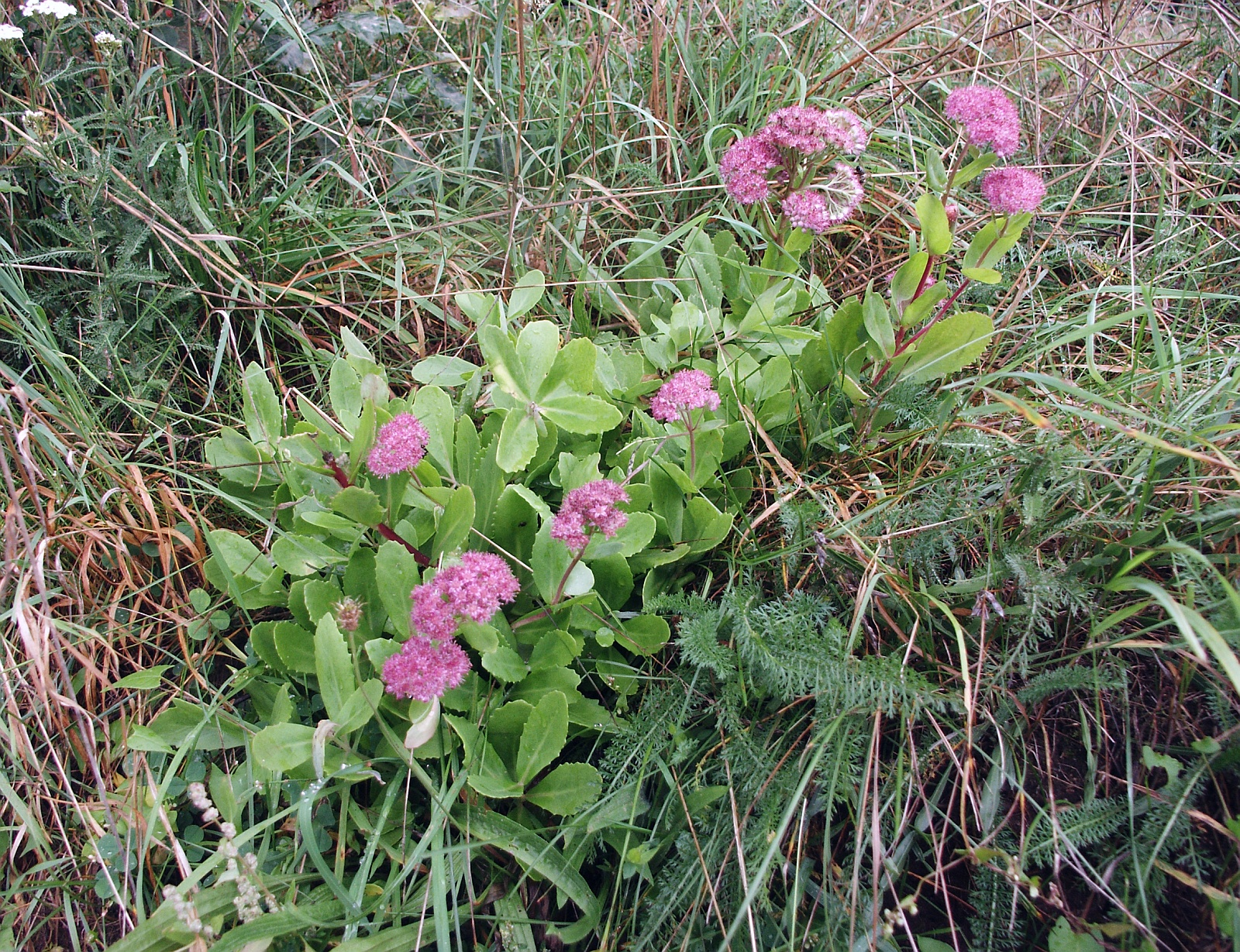
Очиток звичайний (Sedum telephium або Hylotelephium telephium згідно нової класифікації)

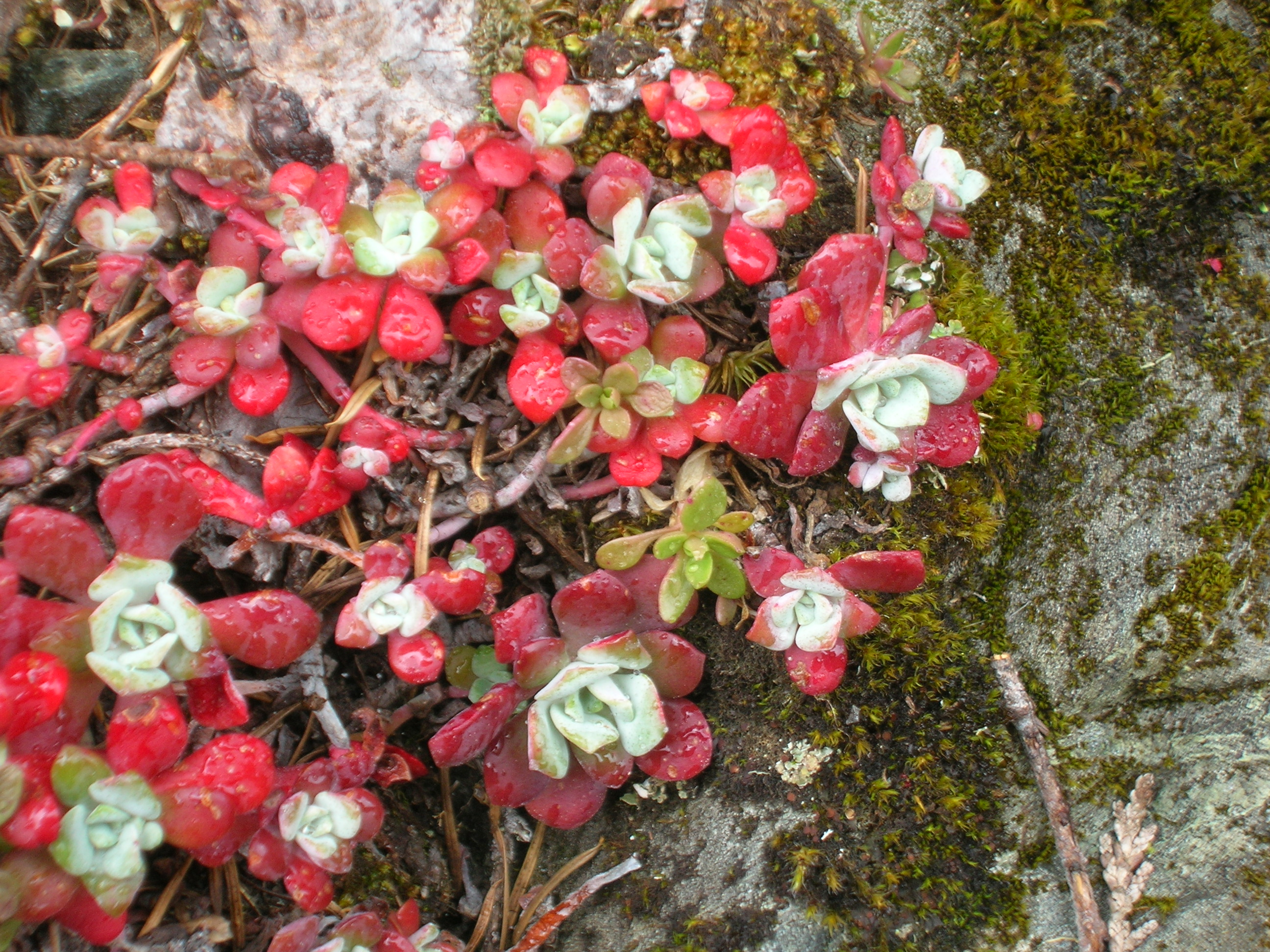
Sedum spathulifolium

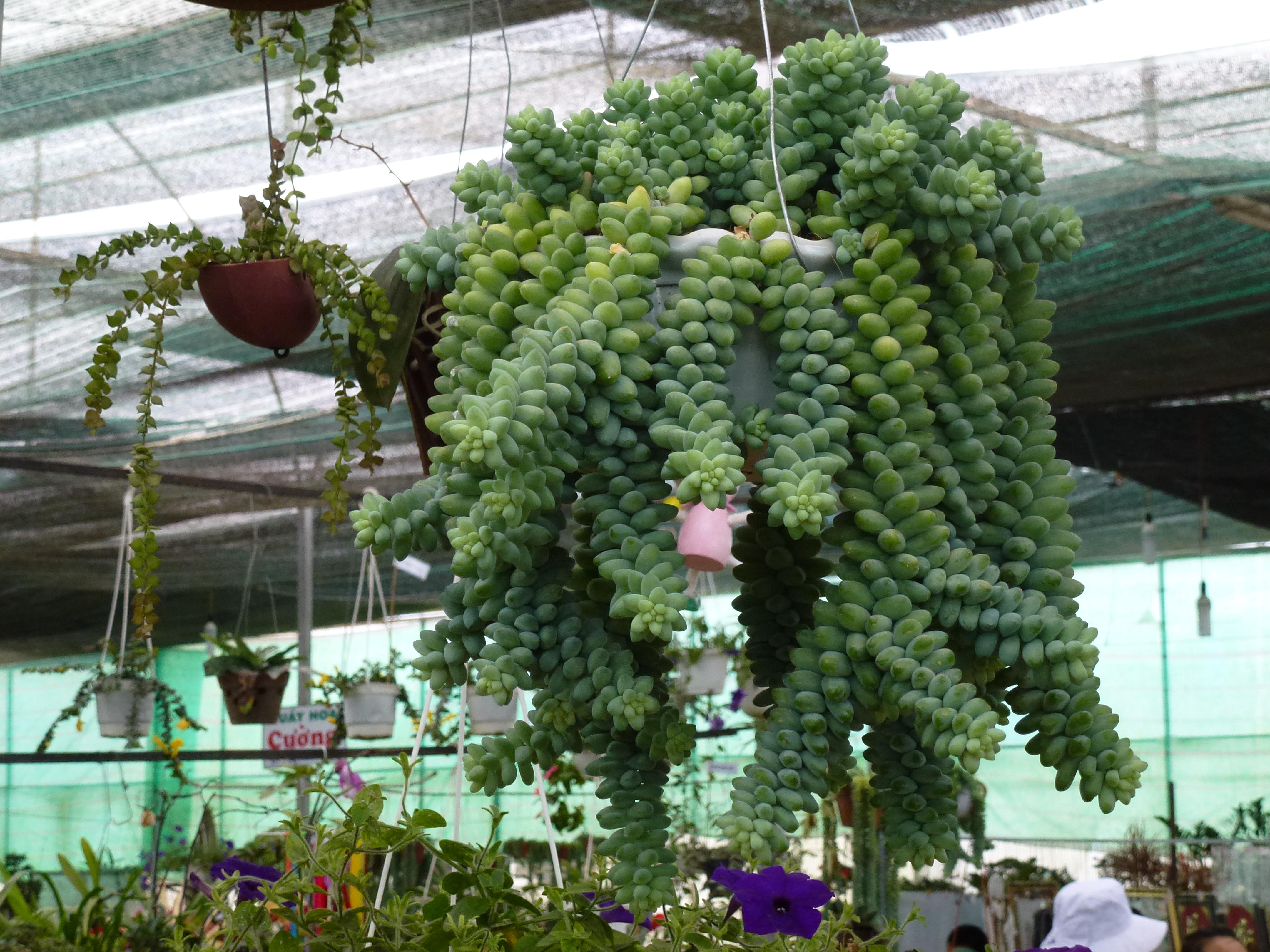
Sedum morganianum

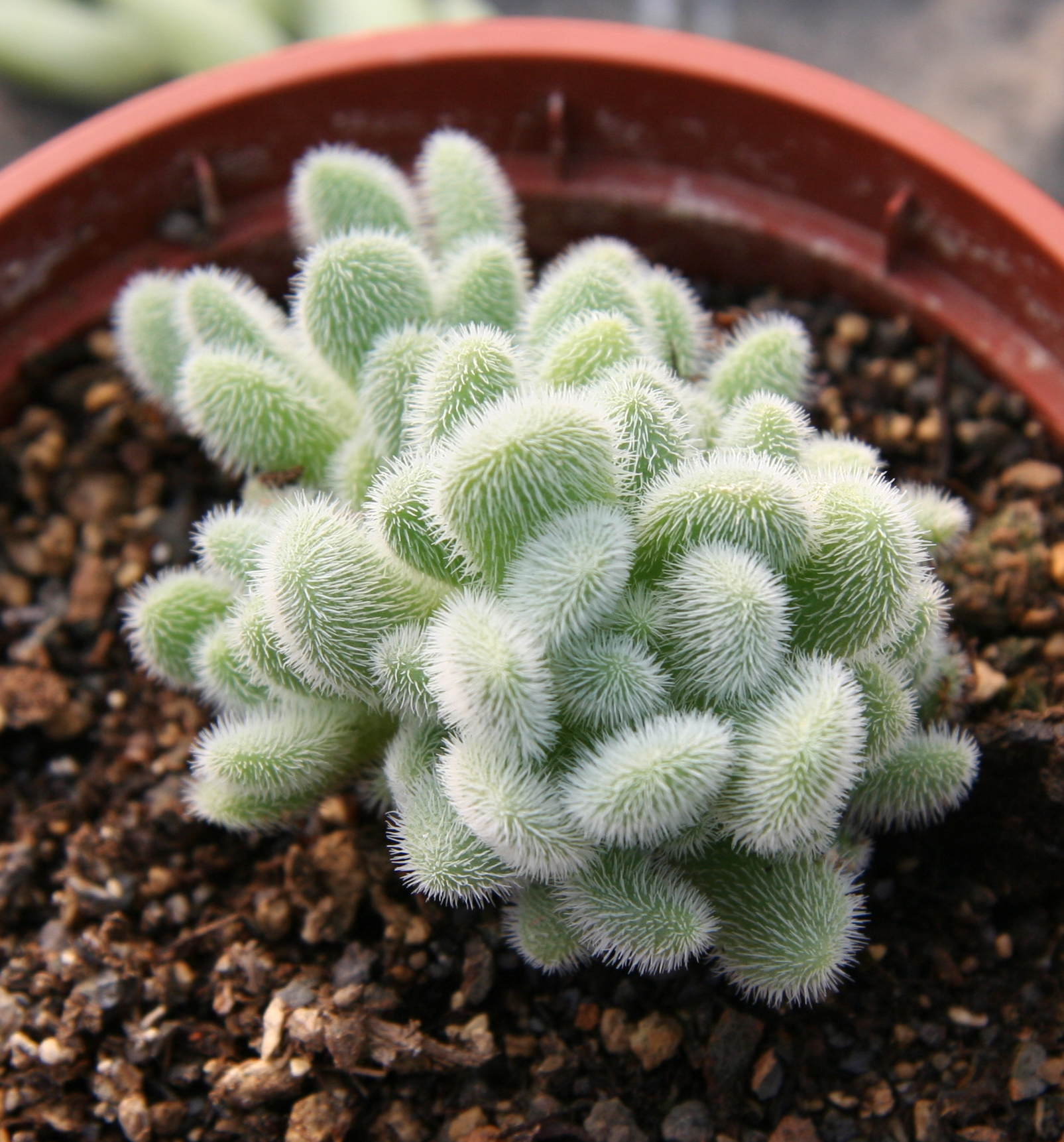
Sedum hintonii

Назва роду Очиток походить від українського слова очисток, оскільки рослина використовується як лікувальний, очищувальний засіб. З української це слово було запозичене і до російської мови.
Наукова назва роду Sedum походить від латинського лат. Sedare (полегшувати, заспокоювати). Цілющу дію цієї рослини підкреслював в своїх книгах ще Пліній.
Коли в 1737 році Карл Лінней створив свою біноміальну номенклатуру в книзі «Роди рослин» («Genera Plantarum»), він вибрав назву Sedum для цієї групи рослин просто тому, що це ім'я було відомим протягом століть.

## Загальна біоморфологічна характеристика
Багаторічні, рідше одно- або дворічні трав'янисті або чагарникові рослини. Стебла м'ясисті. Бувають прямостоячими, звисаючими або повзучими. Часто утворюють щільні дернини. Соковиті листки мають різноманітну форму та забарвлення. Розміщуються почергово, супротивно, кільчасто, часто зібрані в розетку. Квітки невеликі, 5-членні, правильні, двостатеві, частіше зібрані в зонтико- або щиткоподібних суцвіттях, рідше одиничні, пазушні. Забарвлення квіток біле, рожеве, жовте, червоне, рідше блакитне. Плід складається більш ніж з 5 листянок.

## Поширення
Рід налічує приблизно 500 видів, більшість з яких поширена у помірному поясі Північної півкулі, переважно в Євразії, доволі часто зустрічаються в східній та південній частинах Північної Америки, окремі види зростають у Центральній Африці, Південній Америці, на Мадагаскарі.
У природній флорі України рід Очиток налічує 17 видів.

## Охоронні заходи
3 види роду Очиток входять до Червоного списку Міжнародного Союзу Охорони Природи:
- Sedum bracteatum — статус: «Даних недостатньо»
- Sedum brissemoretii — статус: «Уразливі види»
- Sedum euxinum — статус: «Види на межі зникнення»

Очиток застарілий (Sedum antiquum) занесений до Червоної книги України та Європейського Червоного списку.
Очиток болонський (Sedum boloniense) входить до Офіційного переліку регіонально рідкісних рослин Вінницької області.
Очиток Борисової (Sedum borissovae) і очиток шестирядний (Sedum sexangulare) — до Офіційного переліку регіонально рідкісних рослин Дніпропетровської області.
Очитки альпійський (Sedum alpestre), однорічний (Sedum annuum), чорнуватий (Sedum atratum), іспанський (Sedum hispanicum) і Дюрвілля (Sedum urvillei ) — до Офіційного переліку регіонально рідкісних рослин Закарпатської області.
Очиток відхилений (Sedum reflexum) — до Офіційного переліку регіонально рідкісних рослин Запорізької області.
Очитки альпійський (Sedum alpestre), однорічний (Sedum annuum) та іспанський (Sedum hispanicum ) — до Офіційного переліку регіонально рідкісних рослин Івано-Франківської області.
Очиток Борисової (Sedum borissovae) — до Офіційного переліку регіонально рідкісних рослин Кіровоградської області.
Очиток шестирядний (Sedum sexangulare) — до Офіційного переліку регіонально рідкісних рослин Львівської області.
Очиток Борисової (Sedum borissovae) і очиток пурпуровий (Sedum purpureum) — до Офіційного переліку регіонально рідкісних рослин Полтавської області.
Очиток пурпуровий (Sedum purpureum) — до Офіційного переліку регіонально рідкісних рослин Сумської області.
Очиток пурпуровий (Sedum purpureum) — до Офіційного переліку регіонально рідкісних рослин Чернігівської області.

## Використання
Рослини роду Sedum широко використовують у декоративному садівництві.
Очиток їдкий (Sedum acre) і очиток звичайний (Sedum telephium) входять до переліку дикорослих корисних рослин України. В народній медицині траву очитку їдкого здавна використовують як проносний, блювотний, протималярійний, сечогінний і протицинготний засіб. Препарати з надземної частини очитку звичайного не поступаються біологічною активністю препаратам з алое. У народній медицині його листя використовують при хворобах нирок і сечового міхура, туберкульозі легенів, бронхіті, епілепсії, ревматизмі, геморої, для промивання порізів, гнійних ран, опіків.
Молоді пагони і листя очитків пурпурового (Sedum purpureum), білого (Sedum album) і кавказького (Sedum caucasicum) придатні в їжу як салат і у квашеному виді.

## Вирощування в культурі
Субтропічні очитки є дуже популярними кімнатними рослинами. Більшість з них походить з Центральної та Південної Америки. Особливо велика їх різноманітність у Мексиці.
Вирощують очитки в закритому ґрунті. Вони потребують багато світла. Полив улітку регулярний, взимку обмежений з утриманням при температурі 10—14 °C. Землесуміш — пухка, поживна. Складається з листкової і дернової землі, торфу, великозернистого піску.
Розмножують насінням або вегетативно — стебловими або листковими живцями.
Колекція Ботанічного саду імені академіка Олександра Фоміна в Києві налічує 29 видів, 4 різновиди та 1 сорт.

## Систематика
Багато питань, пов'язаних із систематикою роду Sedum (обсяг роду, таксономічний статус багатьох його представників) залишаються дискусійними. У результаті останніх молекулярно-філогенетичних досліджень, деякими систематиками в окремі роди з роду Sedum були виділені деякі його представники, які входили до нього в ранзі підродів, секцій або серій. Це, зокрема, Aizopsis, Phedimus, Hylotelephium. До останнього належить, зокрема, очиток звичайний — Hylotelephium telephium (Sedum telephium), поширений на території України. Такий підхід відрізняється від традиційної систематики родини Crassulaceae, яка ґрунтувалася на фенотипічних ознаках та біогеографічних відомостях.